# Haras de Međimurje
Pour les articles homonymes, voir Međimurje.
Le haras de Međimurje (croate : Ergela međimurskog konja) est un petit haras d'une superficie de 20 acres, situé dans la partie nord du comitat de Međimurje, en Croatie. Il est situé dans le village de Žabnik, dans la municipalité de Sveti Martin na Muri. Il a pour vocation la préservation de la race de chevaux de trait locale menacée d'extinction, le Međimurje.

## Histoire
Créé en 2015, le haras de Međimurje est ouvert pour aider à préserver et à revitaliser le Međimurje, une race croate de chevaux de chevaux de trait mi-lourd, qui est en voie de disparition, avec une petite population restante dans sa région d'origine en Croatie, et une plus importante sur la rive nord de la rivière Mura, dans le sud-ouest de la Hongrie, ainsi que dans l'est de la Slovénie.

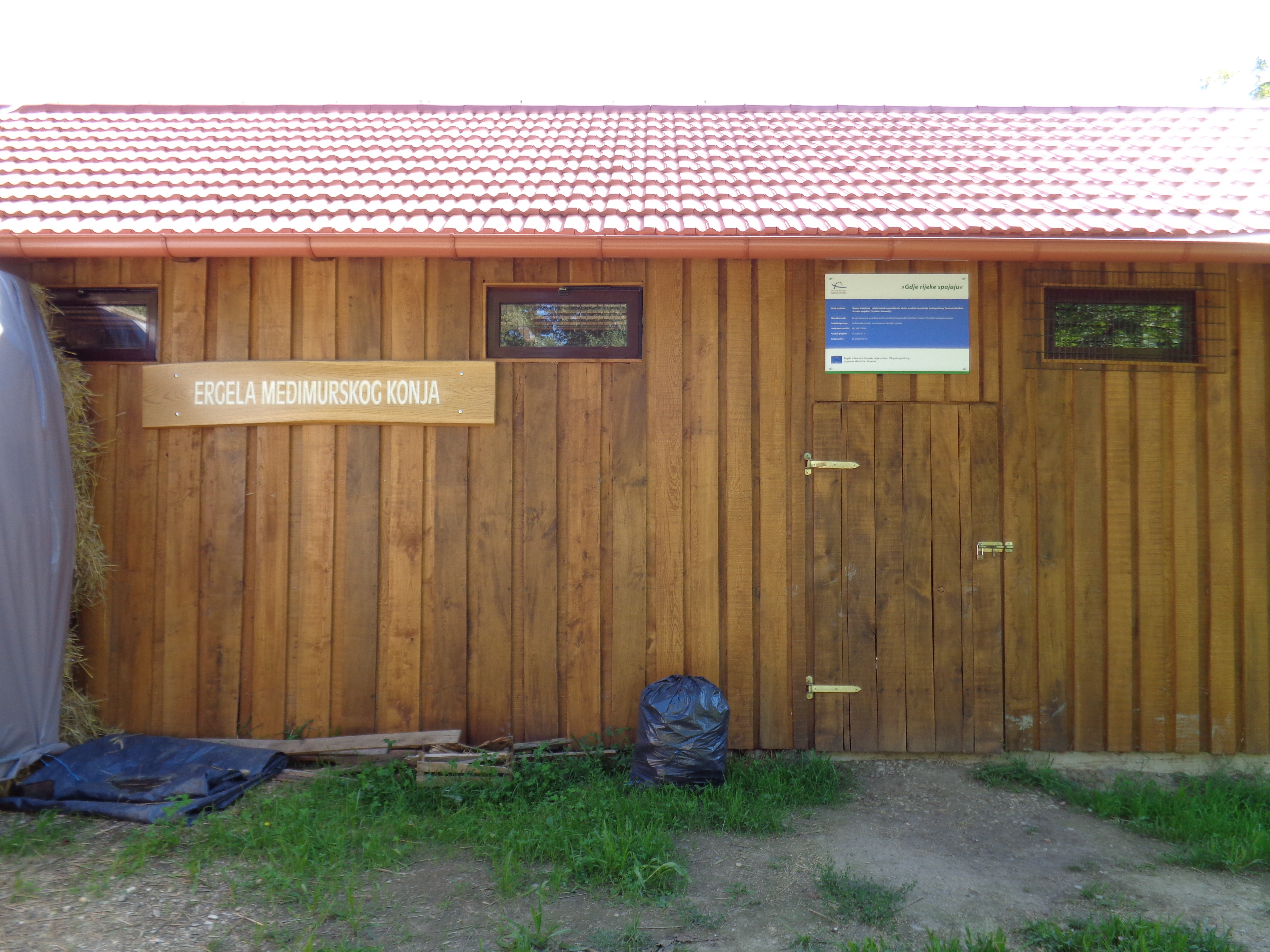
Écuries.

Le haras est situé dans un pâturage municipal local (appelé gmajna), c'est-à-dire une terre commune, à proximité des marais de la rivière Mura. Il y a une écurie nouvellement construite sur le haras, avec d'autres installations nécessaires pour les chevaux (puits, dépôt de nourriture, etc). La mise en place du haras a été soutenue financièrement par le mécanisme de financement IAP de l'Union européenne, dans le cadre de la coopération transnationale. 
Le fondateur et propriétaire du Haras est Međimurska priroda (« Međimurje Nature »), une institution publique chargée de la protection, du contrôle, du développement et de la promotion de l'environnement. Après avoir terminé les activités d'établissement et de construction, il a racheté huit juments à des éleveurs de chevaux privés pour créer un premier fonds d'élevage d'animaux.
La cérémonie d'ouverture du haras a eu lieu le 30 novembre 2015. En raison de l'approche de hiver, ce haras n'a ouvert au public qu'au printemps suivant - le dimanche 1er mai 2016. Il est désormais inclus aux itinéraires touristiques locaux du comitat de Međimurje.